# Sebečevo
Sebečevo (cyr. Себечево) – wieś w Serbii, w okręgu raskim, w mieście Novi Pazar. W 2011 roku liczyła 886 mieszkańców.